# Balthasar Woll
Balthasar Woll, född 1 september 1922 i Wemmetsweiler, Merchweiler, Saarland, död 18 mars 1996 i Sennestadt, Bielefeld, var en tysk SS-Oberscharführer i Waffen-SS som fick Riddarkorset av Järnkorset.

## Biografi
Efter en lärlingsutbildning som elektriker, anmälde sig Woll den 15 augusti 1941 som frivillig till Waffen-SS. Han var kulspruteskytt i 3:e kompaniet i SS-Totenkopf-Infanterie-Regiment 3. Han skadades under striderna vid Demjansk-fickan söder om Leningrad och sändes till sjukhus i Tyskland. Under tillfrisknandet från sina skador tilldelades han Järnkorset av andra klassen och Såradmärket i svart.
Efter att Woll återhämtat sig omskolades han till stridsvagnsskytt och i slutet av 1942 kommenderades han till 13:e kompaniet i SS-Panzerregiment 1 inom 1. SS-Panzergrenadier-Division "Leibstandarte Adolf Hitler". Kompaniet var ett tungt stridsvagnskompani utrustat med Tiger I-stridsvagnar, kompaniet avskildes från divisionen i augusti 1943 och överfördes till Schwere SS-Panzer-Abteilung 101. Woll tilldelades Riddarkorset av Järnkorset i januari 1944 som enda stridsvagnsskytt och i oktober 1944 befordrades han till SS-Oberscharführer. 
Woll tjänstgjorde som stridsvagnsskytt tillsammans med Michael Wittmann som räknades som en av de stora stridsvagns-essen. Tillsammans spelade de huvudrollen i Slaget vid Villers-Bocage. När Wittmann, stupade i Normandie 1944, blev Woll svårt sårad, men överlevde kriget.

### Webbkällor
- ”Oberscharführer Balthasar Woll” (på tyska). Die Träger des Ritterkreuzes des Eisernen Kreuzes 1939–1945. Andreas Düfel. Arkiverad från originalet den 16 januari 2014. https://www.webcitation.org/6MgBvlAEy?url=http://www.das-ritterkreuz.de/index_search_db.php4?modul=search_result_det. Läst 16 januari 2014.